# Кевин Дјурант
Кевин Вејн Дјурант (енгл. Kevin Wayne Durant; Вашингтон, 29. септембар 1988) амерички је кошаркаш. Игра на позицијама крила и крилног центра, а тренутно наступа за Хјустон рокетсе. 
На НБА драфту 2007. одабрали су га Сијетл суперсоникси као 2. пика. Био је најкориснији играч регуларног дела сезоне 2013/14. Са Голден Стејтом освојио је два шампионска прстена — у сезонама 2016/17. и 2017/18. У обе је проглашен за МВП играча НБА финала.

## Каријера

### Колеџ
Дјурант је са својом висином 2,06 на универзитету Тексас играо на позицији крилног центра. Одиграо је свих 35 утакмица регуларног дела сезоне, међутим његова екипа је поражена у другом кругу Ен-Си-Еј-Еј такмичења од Ју-Ес-Сија. Тексас је завршио трећи у конференцији с учинком 12-4 и завршили су као финалисти Big 12 конференције 2007. године. Kao новајлија, Дјурант је у просеку постизао 25,8 поена 11,1 скокова и 1,3 асистенције по утакмици, а проглашен је и универзитетским играчем године. Након само једне сезоне проведене на Универзитету одлучио је да се пријави на НБА драфт.

#### Број 35
Дјурант носи дрес са бројем 35 у част тренера из детињства Чарлса Крега, који је убијен када је имао 35 година.

### НБА

#### Руки сезона у Сониксима
Дјурант је изабран као други избор НБА драфта 2007. године од стране Сијетл Суперсоникса. Соникси су на драфту могли изабрати и Грега Одена, међутим њега су као први избор изабрали Портланд Трејлблејзерси. Како је Оден пре почетка сезоне зарадио тешку повреду, Дјурант је постао легитимни кандидат за Рукија године. Након одласка Реј Алена у Бостон Селтиксе и одбијање максималног уговора Рашард Луису (који је на крају добио од Орланда), избацили су Дјуранта у први план Соникса. Са само 19 година постао је прва опција у нападу Соникса и сав притисак о одлучивању утакмица пао је на плећа њему. Тренер Соникса недељу дана након драфта изјавио је да ће Дјурант имати сву слободу у игри. Већ у првој сезони је био стартер на свим утакмицама и бележио је 20,3 поена 4,4 скока и 2,4 асистенције по мечу, међутим Соникси су остварили учинак од 20-62, што је био најгори резултат у историје те франшизе. Наравно проглашен је за рукија године.

#### Селидба у Оклахома Сити
Власник клуба Клеј Бенет није успео да се договори са градом око изградње нове дворане и одлучио је да пресели Сониксе у Оклахома Сити. У новој сезони Дјурант је постизао мање од 20 поена у 6 од првих 13 утакмица. Имао је шут из игре од 42,9% или још гори у 7 од тих 13 утакмица. Међутим, тада Оклахома Сити због лошег односа 1-12 даје отказ тренеру Карлезму и на његово место поставља Скота Брукса. Прва ствар коју је направио Брукс била је пребацивање Дјуранта с места бек шутера, на његову природну позицију ниског крила. А Џеф Грин који је дотад играо на позицији ниског крила, пребацио је на позицију крилног центра. У првих 12 утакмица на својој новој позицији Дјурант је просечно постизао 24,7 поена и 6,3 скокова, уз шут из игре од 46,6% и 51,1% са линије за три поена. Имао је мање од 20 поена у само три од тих 12 утакмица и четири пута је из игре шутирао горе од 42,9%. Такође је имао 10 или више скокова у 3 од тих 12 утакмица, док му је у руки сезони то успело тек једном. Дјурант је просечно постизао 25,1 поен и 7,7 скокова у децембру 2008, 27,8 поена и 8,8 скокова у јануару, 30,6 поена и 6,3 скокова у фебруару. Његов проценат шута у тим месецима растао је од 40,7% до 49,4% и 53,4%, а проценат тројки био је 41,9%, 39,6% и 51,4%. На крају своје друге сезоне, Дјурант је у просеку постизао 25,3 поена, 6,5 скокова и 2,8 асистенција. Оклахома Сити Тандер је на крају остварила скор 23-59, што је три победе више него када је Дјурант играо за Сониксе.

#### Голден Стејт вориорси
Био је један од најзаслужнијих, поред Карија, за освајање шампионског прстена победом у финалу НБА лиге 2017. године против Кливленд кавалирса са 4:1 у серији.

## Успеси

### Клупски
- Голден Стејт вориорси:
  - НБА (2): 2016/17, 2017/18.

### Репрезентативни
- Олимпијске игре:  2012, 2016, 2020, 2024.
- Светско првенство:  2010.

### Појединачни
- Најкориснији играч НБА (1): 2013/14.
- Најкориснији играч НБА финала (2): 2016/17, 2017/18.
- НБА ол-стар меч (15): 2010, 2011, 2012, 2013, 2014, 2015, 2016, 2017, 2018, 2019, 2021, 2022, 2023, 2024, 2025.
- Најкориснији играч НБА ол-стар меча (2): 2012, 2019.
- Идеални тим НБА — прва постава (6): 2009/10, 2010/11, 2011/12, 2012/13, 2013/14, 2017/18.
- Идеални тим НБА — друга постава (5): 2015/16, 2016/17, 2018/19, 2021/22, 2023/24.
- НБА новајлија године: 2007/08.
- Идеални тим новајлија НБА — прва постава: 2007/08.
- Најкориснији играч НБА руки челенџа: 2009.

## НБА статистика

#### Регуларни део
| Година   | Клуб                  | Одигр. ута. | Ута. поч. | Мин. | 2P%  | 3P%  | Сл. бац.% | Скок. | Асист. | Укр. лоп. | Блок. | Поена |
| -------- | --------------------- | ----------- | --------- | ---- | ---- | ---- | --------- | ----- | ------ | --------- | ----- | ----- |
| 2007/08. | Сијетл суперсоникси   | 80          | 80        | 34.6 | .430 | .288 | .873      | 4.4   | 2.4    | 1.0       | .9    | 20.3  |
| 2008/09. | Оклахома Сити тандер  | 74          | 74        | 39.0 | .476 | .422 | .863      | 6.5   | 2.8    | 1.3       | .7    | 25.3  |
| 2009/10. | Оклахома Сити тандер  | 82*         | 82*       | 39.5 | .476 | .365 | .900      | 7.6   | 2.8    | 1.4       | 1.0   | 30.1* |
| 2010/11. | Оклахома Сити тандер  | 78          | 78        | 38.9 | .462 | .350 | .880      | 6.8   | 2.7    | 1.1       | 1.0   | 27.7* |
| 2011/12. | Оклахома Сити тандер  | 66*         | 66*       | 38.6 | .496 | .387 | .860      | 8.0   | 3.5    | 1.3       | 1.2   | 28.0* |
| 2012/13. | Оклахома Сити тандер  | 81          | 81        | 38.5 | .510 | .416 | .905*     | 7.9   | 4.6    | 1.4       | 1.3   | 28.1  |
| 2013/14. | Оклахома Сити тандер  | 81          | 81        | 38.5 | .503 | .391 | .873      | 7.4   | 5.5    | 1.3       | .7    | 32.0* |
| 2014/15. | Оклахома Сити тандер  | 27          | 27        | 33.8 | .510 | .403 | .854      | 6.6   | 4.1    | .9        | .9    | 25.4  |
| 2015/16. | Оклахома Сити тандер  | 72          | 72        | 35.8 | .505 | .387 | .898      | 8.2   | 5.0    | 1.0       | 1.2   | 28.2  |
| 2016/17. | Голден Стејт вориорси | 62          | 62        | 33.4 | .537 | .375 | .875      | 8.3   | 4.8    | 1.1       | 1.6   | 25.1  |
| 2017/18. | Голден Стејт вориорси | 68          | 68        | 34.2 | .516 | .419 | .889      | 6.8   | 5.4    | .7        | 1.8   | 26.4  |
| 2018/19. | Голден Стејт вориорси | 78          | 78        | 34.6 | .521 | .353 | .885      | 6.4   | 5.9    | .7        | 1.1   | 26.0  |
| 2020/21. | Бруклин нетси         | 35          | 32        | 33.1 | .537 | .450 | .882      | 7.1   | 5.6    | .7        | 1.3   | 26.9  |
| 2021/22. | Бруклин нетси         | 55          | 55        | 37.2 | .518 | .383 | .910      | 7.4   | 6.4    | .9        | .9    | 29.9  |
| 2022/23. | Бруклин нетси         | 39          | 39        | 36.0 | .559 | .376 | .934      | 6.7   | 5.3    | .8        | 1.5   | 29.7  |
| 2022/23. | Финикс санси          | 8           | 8         | 33.6 | .570 | .537 | .833      | 6.4   | 3.5    | .3        | 1.3   | 26.0  |
| 2023/24. | Финикс санси          | 75          | 75        | 37.2 | .523 | .413 | .856      | 6.6   | 5.0    | .9        | 1.2   | 27.1  |
| 2024/25. | Финикс санси          | 62          | 62        | 36.5 | .527 | .430 | .839      | 6.0   | 4.2    | .8        | 1.2   | 26.6  |
| Каријера | Каријера              | 1,123       | 1,120     | 36.7 | .502 | .390 | .882      | 7.0   | 4.4    | 1.0       | 1.1   | 27.2  |
| Ол-стар  | Ол-стар               | 12          | 10        | 25.9 | .525 | .351 | .897      | 6.0   | 3.8    | 1.7       | .4    | 22.7  |